# Vinköls socken
Vinköls socken i Västergötland ingick i Skånings härad, ingår sedan 1971 i Skara kommun och motsvarar från 2016 Vinköls distrikt.
Socknens areal är 32,88 kvadratkilometer varav 32,79 land. År 2000 fanns här 408 invånare. Blombacka herrgård samt kyrkbyn Vinköl med sockenkyrkan Vinköls kyrka ligger i socknen.

## Administrativ historik
Socknen har medeltida ursprung. 
Vid kommunreformen 1862 övergick socknens ansvar för de kyrkliga frågorna till Vinköls församling och för de borgerliga frågorna bildades Vinköls landskommun. Landskommunen uppgick 1952 i Ardala landskommun som 1971 uppgick i Skara kommun. Församlingen uppgick 2006 i Ardala församling.
1 januari 2016 inrättades distriktet Vinköl, med samma omfattning som församlingen hade 1999/2000. 
Socknen har tillhört län, fögderier, tingslag och domsagor enligt vad som beskrivs i artikeln Skånings härad. De indelta soldaterna tillhörde Skaraborgs regemente, Skånings kompani och Västgöta regemente, Liv- och Laske kompanier.

## Geografi
Vinköls socken ligger sydväst om Skara med Flian i norr. Socknen är en odlad slättbygd på Varaslätten i väster och en skogsbygd i öster.

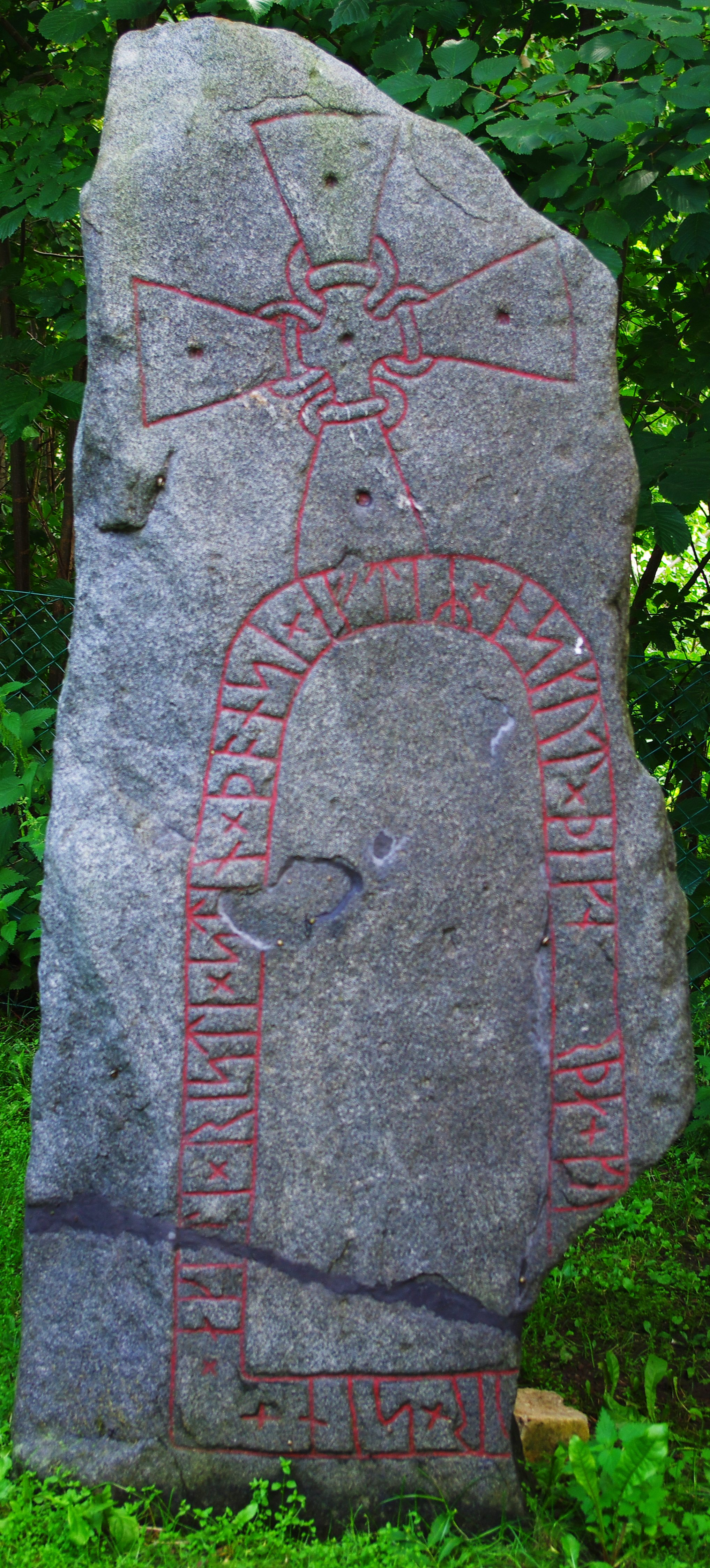
Västergötlands runinskrifter 74.

## Fornlämningar
Från järnåldern finns flatmarksgravfält, stensättningar och domarringar. En runsten har påträffats.

## Namnet
Namnet skrevs 1370 Vinkil och kommer från kyrkbyn. Namnet innehåller möjligen vinkil, 'böjning, krök' syftande på en bäckkrök eller annan terrängforamtion.